# François Konter
François "Bitzi" Konter (Lasauvage, 20 februari 1935 – 29 augustus 2018) was een Luxemburgs profvoetballer. Konter was een verdediger.

## Carrière
Konter startte z'n profcarrière bij Chiers Rodange, maar speelde het grootste deel van z'n carrière in België: bij RSC Anderlecht, Crossing Molenbeek en bij AA Gent. In 1971 stopte hij met voetballen.
Konter kwam 77 keer uit voor het Luxemburgs voetbalelftal, waarvoor hij vier keer scoorde. Van november 1966 tot november 1995 had hij het meest aantal interlands ooit gespeeld voor Luxemburg, tot Carlo Weis hem voorbijstak op 15 november 1995 in het EK-kwalificatieduel tegen Tsjechië (0-3)
Konter werd 83 jaar oud.

## Erelijst
RSC Anderlecht
- Landskampioen van België

1961-1962, 1963-1964, 1964-1965, 1965-1966
- Beker van België

1965

## Privé
Konter was vanaf 1981 getrouwd met Ginette Faber. Zij hadden een dochter, Nadine. Zijn kleinzoon, Yannick Bianchini, is eveneens voetballer.